# Axius (crustacé)
Genre
Synonymes
- genre Axia H. Milne Edwards, 1873
- sous-genre Axius (Axius) Leach, 1816

Axius est un genre de crustacés décapodes de la famille des Axiidae.

## Liste des genres
Selon World Register of Marine Species (25 décembre 2017) :
- Axius armatus Smith, 1881
- Axius elegans De Man, 1888
- Axius serratus Stimpson, 1852
- Axius stirhynchus Leach, 1816
- Axius werribee (Poore & Griffin, 1979)